# André Salmon
Pour les articles homonymes, voir Salmon.
 (août 2018).
André Salmon, né le 4 octobre 1881 à Paris et mort le 12 mars 1969 à Sanary-sur-Mer, est un écrivain français, poète, romancier, journaliste et critique d'art.

Il fut l'un des grands défenseurs du cubisme avec Guillaume Apollinaire et Maurice Raynal.

## Biographie
André Salmon naît à Paris, quatrième enfant d'Emile Frédéric Salmon et de Sophie Julie Cattiaux (fille de François-Xavier Cattiaux). Il passe la fin de son adolescence à Saint-Pétersbourg où son grand-père, Théodore Frédéric Salmon, et son père, aquafortistes, graveurs et sculpteurs sont invités de 1896 à 1901. Ainsi parle-t-il couramment le russe.
De retour à Paris, il fréquente les soirées de La Plume et rencontre des figures déterminantes : Mécislas Golberg, qui l'influence beaucoup, Picasso, Max Jacob et Apollinaire, qui sont ses amis tout au long de sa vie.
En 1903, il fait partie de l'équipe qui participera à la création du Festin d'Esope dont Guillaume Apollinaire sera le rédacteur en chef.
En 1908, André Salmon s'installe au Bateau-Lavoir, qu'il quitte ensuite pour Montparnasse.
Bien qu’il soit dérouté par l’entreprise de Picasso avec son tableau Les Demoiselles d'Avignon, celui-ci est sa grande référence. C’est Salmon qui permet en 1916 de révéler l'œuvre au public en la présentant à l’exposition du « Salon d'Antin » ; c'est lui qui lui donne son titre définitif. En 1920, dans L’Esprit nouveau, il constate que cette œuvre, « cratère toujours incandescent d’où est sorti le feu de l’art présent […] commande le départ de la révolution cubiste. »
Il soutient aussi Henri Hayden en 1912, Moïse Kisling en 1919. Entretemps, en tant que critique d’art, Salmon mène une action défensive des plus importantes au sein de la presse contre la méfiance quasi générale de la critique. Il écrit tout d’abord, de 1909 à 1910, dans L’Intransigeant, puis cède sa place à Apollinaire. Il intègre alors Paris journal en 1910, sous le pseudonyme de La Palette. Il compose avec Georges d'Ostoya un numéro de L'Assiette au beurre. En 1912, il contrebalance les propos du hargneux Louis Vauxcelles au sein du Gil Blas. De 1913 à 1914, il tient la chronique des Salons avec Apollinaire dans la revue Montjoie ! de Ricciotto Canudo.
Ses premiers recueils, Poèmes et Féeries, bientôt suivis par un troisième en 1910, Le Calumet, sont les premiers publiés en volumes avant ceux de Max Jacob et d’Apollinaire. En 1912, il publie La Jeune Peinture française. C’est dans cet ouvrage, comprenant « Histoire anecdotique du cubisme », qu’est révélée pour la première fois l’existence des Demoiselles d’Avignon. En 1920 paraît un roman entièrement inspiré par la vie de Montmartre en 1907, La Négresse du Sacré-Cœur. La même année, il publie L'Art vivant, terme qui précède l'appellation école de Paris. Il préface le catalogue de la première exposition personnelle du jeune peintre japonais Ruytchi Souzouki à la Galerie Manuel Frères à Paris en 1922. Sous le pseudonyme de Pol de Comène, il publie de courts romans sentimentaux, dans la collection Le Petit livre (chez Ferenczi).

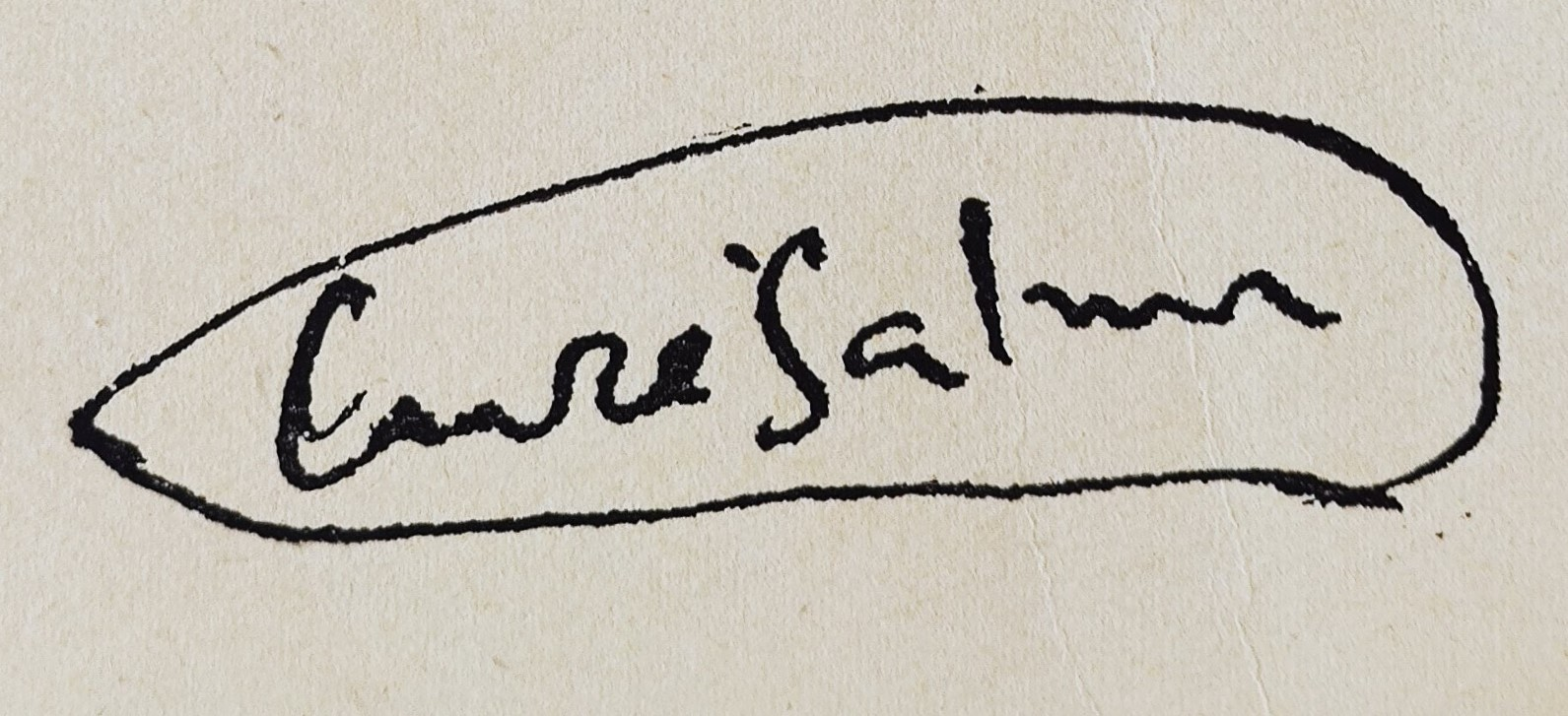
Signature d’André Salmon (1950).

Ami de Jean Moréas et de Edmond-Marie Poullain, il est le secrétaire de la revue Vers et Prose créée par Paul Fort. Il est avec Géo Norge, Pierre Bourgeois, Georges Linze, Claire et Yvan Goll, Maurice Carême, Edmond Vandercammen, René Verboom, ... l’un des fondateurs du Journal des Poètes, en 1931. Il crée la revue Les Nouvelles de la République des lettres. Il est également proche  du galeriste Léopold Zborowski et de ses artistes, parmi lesquels Amedeo Modigliani, Marc Chagall, Moïse Kisling ou encore René Iché. Une amitié de soixante ans le lie au poète et critique Fritz-René Vanderpyl. À partir de 1933, lui et Salmon signent régulièrement dans le magazine Paris sex-appeal, puis dans Mon Paris.

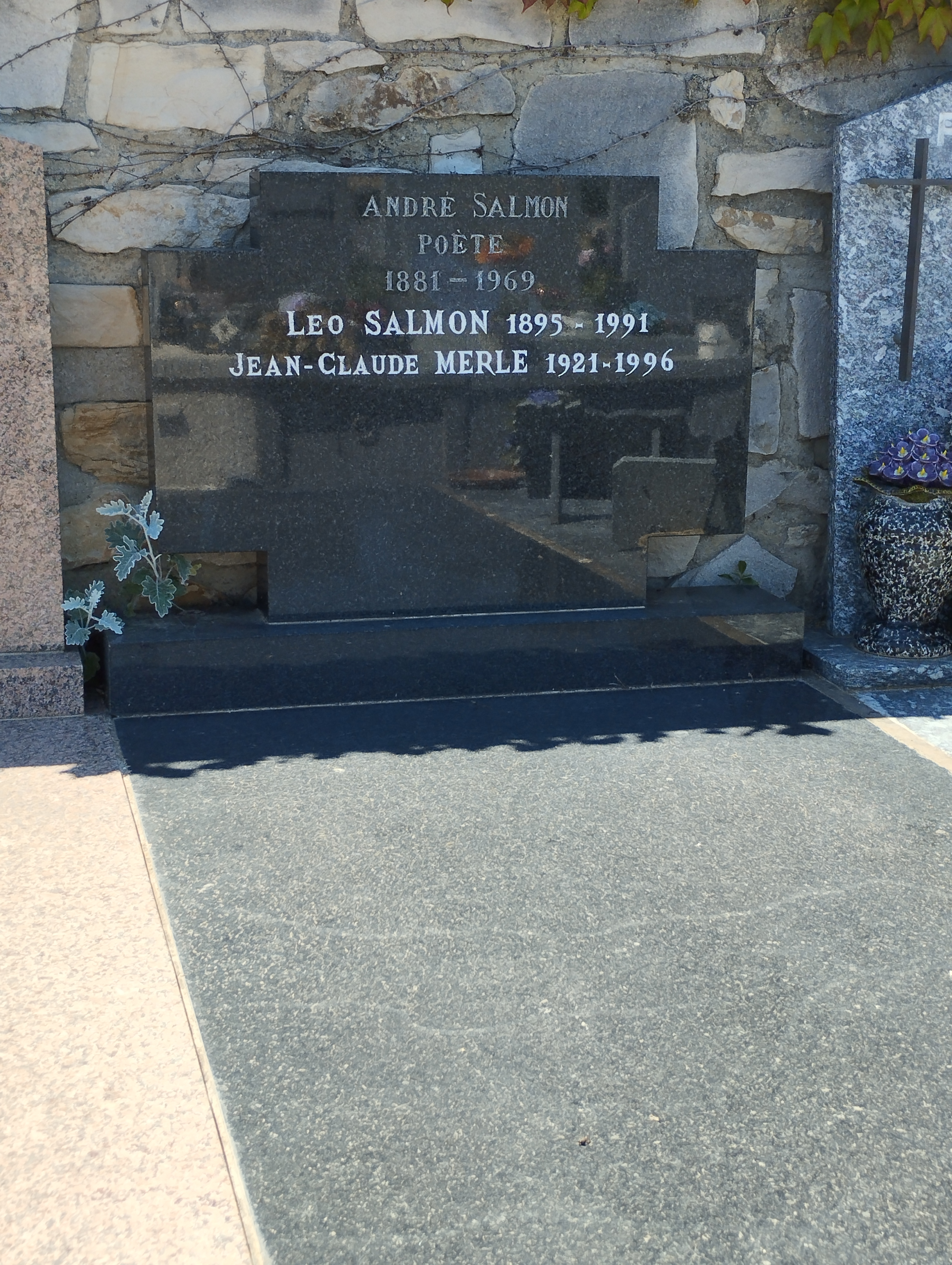
Tombe d'André Salmon à Sanary-sur-Mer, nouveau cimetière de la Guicharde

Salmon a, sous l'Occupation, continué à écrire au Petit Parisien pour lequel il travaille depuis plus de vingt ans. À la Libération, il est poursuivi et condamné à cinq ans d'indignité nationale, condamnation amnistiée peu après. On lui reproche alors certaines idées et, implicitement, ses reportages sur la guerre civile espagnole, côté franquiste.
Répondant à l'invitation de son ami peintre Edmond-Marie Poullain, Salmon se réfugie en 1946 à Bréhal.
Il est enterré au cimetière de Sanary-sur-Mer.

### Famille
André Salmon est le grand-oncle de l'éditeur Jean-Jacques Pauvert. Son épouse Jeannot Salmon a été portraiturée par Marie Laurencin en 1923.
Il épouse par la suite Léo (née Angèle Miey), qui avait été la compagne de Roger Vitrac. Pierre Mac Orlan a été le témoin de Salmon à son mariage avec Léo, laquelle est morte le 15 février 1991 à l'âge de 95 ans.

### Prix
- 1964 : grand prix de poésie de l'Académie française.

## Publications

### Poésie
- Poèmes, Vers et prose, 1905
- Féeries, Vers et prose, 1907
- Le Calumet, Falque, 1910
- Prikaz, Paris, Éditions de La Sirène, 1919
- C'est une belle fille ! Chronique du vingtième siècle, Albin Michel, 1920
  - Réédition chez Stock, 1922; puis aux Nouvelles Éditions Debresse, coll. « Les Introuvables », Paris, 1956
- Le Livre et la Bouteille, Camille Bloch éditeur, 1920
- L'Âge de l'Humanité, Paris, Gallimard, 1921
- Ventes d'Amour, Paris, À la Belle Édition, chez François Bernouard, 1922
- Peindre, Paris, Éditions de la Sirène, 1921. Avec un portrait de l'auteur par Picasso
- Créances 1905-1910 (Les Clés ardentes. Féeries. Le Calumet). Paris, Gallimard, 1926
- Métamorphoses de la harpe et de la harpiste, Éditions des Cahiers Libres, 1926
- Vénus dans la balance, Éditions des Quatre Chemins, 1926
- Tout l'or du monde, Paris, Aux éditions du Sagittaire, chez Simon Kra, coll. Les Cahiers nouveaux no 36, 1927
- Carreaux 1918-1921 (Prikaz. Peindre. L'Âge de l'Humanité. Le Livre et la Bouteille), Paris, Gallimard, 1928
- Saints de glace, Paris, Gallimard, 1930
- Troubles en Chine, René Debresse éditeur, 1935
- Saint André, Paris, Gallimard, 1936
- Odeur de poésie, Marseille, Robert Laffont, 1944
- Les Étoiles dans l'encrier, Paris, Gallimard, 1952
- Vocalises, Paris, Pierre Seghers, 1957
- Créances, 1905-1910, suivi de Carreaux 1918-1921, Paris, Gallimard, 1968
- Carreaux et autres poèmes, préface de Serge Fauchereau, Paris, Poésie/Gallimard, 1986

### Romans et nouvelles
- Tendres canailles, Paris, Librairie Ollendorff, 1913
  - Paris, Gallimard, 1921
- Monstres choisis, nouvelles, Paris, Nouvelle Revue Française, 1918
- Mœurs de la Famille Poivre, dessins de Conrad Moricand, Genève, Éditions de L'Éventail / Kundig, 1919
- Le Manuscrit trouvé dans un chapeau, Société littéraire de France, 1919
  - Paris, Stock, 1924
- La Négresse du Sacré-Cœur, Paris, Gallimard, 1920, 2009
- Bob et Bobette en ménage, illustré par H.S. Ciolkowski, Paris, Albin Michel, 1920
- C'est une belle fille, Paris, Albin Michel, 1920
- L'Entrepreneur d'illuminations, Paris, Gallimard, 1921
- L'Amant des Amazones, Éditions de la Banderole, 1921
- Archives du Club des Onze, Nouvelle Revue Critique, 1924
- Une orgie à Saint-Pétersbourg, Paris, Aux éditions du Sagittaire, chez Simon Kra, Collection de la Revue européenne, no 13, 1925
- Donat vainqueur, ou Les Panathénées du IIe arrondissement, avec 50 dessins de Touchagues, André Delpeuch éditeur, 1928, collection Le roman de Paris, BNF 31289197
- Comme un homme, Figuière
- Noces exemplaires de Mie Saucée, Jonquières
- Sylvère ou la vie moquée, Paris, Gallimard, 1956.
- Le Monocle à deux coups, Paris, Jean-Jacques Pauvert, 1968

### Critique, essais, mémoires
- La Jeune Peinture française, Paris, Albert Messein, 1912, Collection des Trente
- Oluf Hartmann, Dix Eaux-Fortes, avec une notice biographique de Ernst Goldschmidt
- Histoires de Boches, ornées de dessins (clichés aux traits) par Guy Dollian. Paris, Société littéraire de France, 1917
- La Jeune Sculpture française, Paris, Albert Messein, 1919, Collection des Trente
- L'Art vivant, Paris, Georges Crès, 1920
- Propos d'atelier, Paris, Georges Crès, 1922
- La Révélation de Seurat, Bruxelles, Éditions Sélection, 1921
- Cézanne, Paris, Stock, 1923
- André Derain, Paris, Gallimard, 1924
- Modigliani, Les Quatre chemins, 1926
- Kisling, Éditions des Chroniques du Jour, 1927
- Henri Rousseau, dit le Douanier, Paris, Georges Crès, 1927
- Émile Othon Friesz, Éditions des Chroniques du Jour, 1927
- Le Drapeau Noir, À la Cité des Livres, 1927
- Chagall, Éditions des Chroniques du Jour, 1928
- L'Art russe moderne, Éditions Laville, 1928
- Léopold-Lévy, Éditions du Triangle
- Ortiz de Zarate, Éditions du Triangle
- Picasso, Éditions du Triangle
- L'érotisme dans l'art contemporain, Éditions Calavas, 1931
- Le Drapeau noir, 1927
- Léopold Gottlieb, 1927
- Voyages au pays des voyantes, Paris, Éditions des Portiques
- 1894. L'Affaire Dreyfus, Collection "Le Crime dans l'Histoire et la Vie", Emile-Paul Frères, 1934
- Le Vagabond de Montparnasse : vie et mort du peintre A. Modigliani, 1939
- L'Air de la Butte. Souvenirs sans fin, Paris, Les Éditions de la Nouvelle France, 1945
- Paris tel qu'on l'aime, préface de Jean Cocteau, collectif, 1949
- Montparnasse, Editions André Bonne Paris 1950
- Jean Couy, Éditions Galerie Breteau, 1950.
- Souvenirs sans fin, 3 volumes :
  - Première époque (1903-1908), Paris, Gallimard, 1955
  - Deuxième époque (1908-1920), Paris, Gallimard, 1956
  - Troisième époque (1920-1940), Paris, Gallimard, 1961
- Le Fauvisme, Paris, Éditions Aimery Somogy-Gründ, 1956
- La Vie passionnée de Modigliani, 1957
- La Terreur noire, Paris, Jean-Jacques Pauvert, 1959. L'Échappée, 2008
- Claude Venard, 1962
- Henri Rousseau, 1962
- Baboulène, 1964
- Modigliani le roman de Montparnasse, 1968
- À propos de Marc Chagall, 2003
- Léon Léhautier, anarchiste pur, Lenka lente, 2015

### Théâtre
- Natchalo (avec René Saunier), mise en scène Henri Burguet, théâtre des Arts, 7 avril 1922
- Deux hommes, une femme (avec R. Saunier)
- Sang d'Espagne (avec R. Saunier)

### Œuvres sur papier
- 1908 : Portrait de Monsieur Picasso, aquarelle sur papier ; SDdh ; dim : H : 20,4 cm × L : 16,9 cm (Paris, musée Picasso n° inv. : MP3611, dation des héritiers Picasso)